# Кембловиці (Нижньосілезьке воєводство)
Кембловиці (пол. Kębłowice) — село в Польщі, у гміні Конти-Вроцлавські Вроцлавського повіту Нижньосілезького воєводства.
Населення — 172 особи (2011).
У 1975-1998 роках село належало до Вроцлавського воєводства.

## Демографія
Демографічна структура станом на 31 березня 2011 року:
|          | Загалом | Допрацездатний вік | Працездатний вік | Постпрацездатний вік |
| -------- | ------- | ------------------ | ---------------- | -------------------- |
| Чоловіки | 86      | 21                 | 61               | 4                    |
| Жінки    | 86      | 11                 | 58               | 17                   |
| Разом    | 172     | 32                 | 119              | 21                   |